# 12040 Jacobi
12040 Jacobi este o planetă minoră (asteroid) din centura de asteroizi. A fost descoperită pe 8 martie 1997 la Prescott Observatory⁠(d) de Paul G. Comba⁠(d) și a fost numită după Carl Gustav Jacob Jacobi. 
Obiectul prezintă o orbită caracterizată de o semiaxă mare de 2,4206339 UAi, o excentricitate de 0,2, o înclinație de 2,70599 ° în raport cu ecliptica.